# Сивулвси Сплит
Сивулвси Сплит су хрватски клуб америчког фудбала из Сплита. Основани су 2008. године. Такмиче се тренутно у Првој лиги Хрватске и регионалној ААФЛ лиги.